# Greg Kroah-Hartman
Greg Kroah-Hartman é um desenvolvedor do núcleo de sistema operacional Linux. Ele atualmente mantém a árvore -stable, juntamente com Chris Wright(em inglês), do subsistema staging USB base de drivers, subsistemas debugfs, kref, kobject e o sysfs Userspace I/O (com Hans J. Koch) e a camada de TTY. Ele também é o mantenedor do linux-hotplug e criador do projeto udev. Também ajuda a manter os pacotes do Gentoo Linux em tais programas, e ajuda no empacotamento do kernel. Trabalha na Novell na divisão do SUSE Linux. Greg atualmente trabalha de forma dedicada ao projeto de Drivers do Linux(em inglês).
Ele é co-autor do livro "Drivers de Dispositivos Linux, 3° edição" e autor de "Linux Kernel in a Nutshell" e costuma contribuir com o site Linux Journal. Ele também contribui com artígos no site LWN.net.
K-H frequentemente ajuda na documentação do kernel e desenvolvimento de drivers de dispositívos através de palestras e tutoriais. Em 2006, ele lançou uma imagem de CD com material introdutório para programadores que desejam trabalhar com desenvolvimento de drivers de dispositívo no Linux

## Livros
Publicações de Greg relacionadas a desenvolvimento do Linux(em inglês):
- 2005 - Linux Device Drivers 3ed - ISBN 0-596-00590-3
- 2006 - Linux Kernel in a Nutshell 1ed - ISBN 0-596-10079-5